# Онтология (информатика)
Онтоло́гия в информатике (новолат. ontologia от др.-греч. ὤν род. п. ὄντος — сущее, то, что существует и λόγος — учение, наука) — это попытка всеобъемлющей и подробной формализации некоторой области знаний с помощью концептуальной схемы. Обычно такая схема состоит из структуры данных, содержащей все релевантные классы объектов, их связи и правила (теоремы, ограничения), принятые в этой области. Этот термин в информатике является производным от древнего философского понятия «онтология».
Онтологии используются в процессе программирования как форма представления знаний о реальном мире или его части. Основные сферы применения — моделирование бизнес-процессов, семантическая паутина (англ. Semantic Web), искусственный интеллект.

## Отличия от философского понятия онтологии
Хотя термин «онтология» изначально философский, в информатике он принял самостоятельное значение. Здесь есть два существенных отличия:
- Онтология в информатике должна иметь формат, который компьютер сможет легко обработать;
- Информационные онтологии создаются всегда с конкретными целями — решения конструкторских задач; они оцениваются больше с точки зрения применимости, чем полноты.

## Элементы онтологий
Современные онтологии строятся по большей части одинаково, независимо от языка написания. Обычно они состоят из экземпляров, понятий, атрибутов и отношений.

### Экземпляры
Экземпляры (англ. instances) или индивиды (англ. individuals) — это объекты, основные нижнеуровневые компоненты онтологии; могут представлять собой как физические объекты (люди, дома, планеты), так и абстрактные (числа, слова). Строго говоря, онтология может обойтись и без конкретных объектов, однако, одной из главных целей онтологии является классификация таких объектов, поэтому они также включаются.

### Понятия
Понятия (англ. concepts) или классы (англ. classes) — абстрактные группы, коллекции или наборы объектов. Они могут включать в себя экземпляры, другие классы либо же сочетания и того, и другого. Пример:
- Понятие «люди», вложенное понятие «человек». Чем является «человек» — вложенным понятием, или экземпляром (индивидом) — зависит от онтологии.
- Понятие «индивиды», экземпляр «индивид».

Классы онтологии составляют таксономию — иерархию понятий по отношению вложения.

### Атрибуты
Объекты в онтологии могут иметь атрибуты. Каждый атрибут имеет по крайней мере имя и значение и используется для хранения информации, которая специфична для объекта и привязана к нему. Например, объект Автомобиль-модели-А имеет такие атрибуты, как:
- Название: Автомобиль-модели-А
- Число-дверей: 4
- Двигатель: {4.0Л, 4.6Л}
- Коробка-передач: 6-ступенчатая

Значение атрибута может быть сложным типом данных. В данном примере значение атрибута, который называется Двигатель, является списком значений простых типов данных.

### Отношения
Важная роль атрибутов заключается в том, чтобы определять отношения (зависимости) между объектами онтологии. Обычно отношением является атрибут, значением которого является другой объект.
Предположим, что в онтологии автомобилей присутствует два объекта — автомобиль Автомобиль-модели-А и Автомобиль-модели-Б. Пусть Автомобиль-модели-Б это модель-наследник Автомобиль-модели-А, тогда отношение между Автомобиль-модели-А и Автомобиль-модели-Б определим как атрибут «isSuccessorOf» со значением «Автомобиль-модели-А» для объекта Автомобиль-модели-Б (следует заметить, что в языках описания онтологий существуют предопределенные отношения наследования).

## Специализированные и общие онтологии
Специализированные (предметно-ориентированные) онтологии — это представление какой-либо области знаний или части реального мира. В такой онтологии содержатся специальные для этой области значения терминов. К примеру, слово «поле» в сельском хозяйстве означает участок земли, в физике — один из видов материи, в математике — класс алгебраических систем.
Общие онтологии используются для представления понятий, общих для большого числа областей. Такие онтологии содержат базовый набор терминов, глоссарий или тезаурус, используемый для описания терминов предметных областей.
Если использующая специализированные онтологии система развивается, то может потребоваться их объединение. Подзадачей объединения онтологий является задача отображения онтологий. И для инженера по онтологиям это серьёзная задача. Онтологии даже близких областей могут быть несовместимы друг с другом. Разница может появляться из-за особенностей местной культуры, идеологии или вследствие использования другого языка описания. Объединение онтологий выполняют как вручную, так и в полуавтоматическом режиме. В целом это — трудоёмкий, медленный и дорогостоящий процесс. Использование базисной онтологии — единого глоссария — несколько упрощает эту работу.

## Языки описания онтологий
Язык описания онтологий — формальный язык, используемый для кодирования онтологии. Существует несколько подобных языков (список неполон):
- OWL — Web Ontology Language, стандарт W3C, язык для семантических утверждений, разработанный как расширение RDF и RDFS;
- KIF[англ.] (англ. Knowledge Interchange Format — формат обмена знаниями) — основанный на S-выражениях синтаксис для логики;
- Common Logic (CL) — преемник KIF (стандартизован — ISO/IEC 24707:2007).
- CycL[англ.] — онтологический язык, использующийся в проекте Cyc. Основан на исчислении предикатов с некоторыми расширениями более высокого порядка.
- DAML[англ.]
- OIL[англ.]
- Agent Communications Language[англ.]

Для работы с языками онтологий существует несколько видов технологий: редакторы онтологий (для создания онтологий), СУБД онтологий (для хранения и обращения к онтологии) и хранилища онтологий (для работы с несколькими онтологиями).